# 蒙泰韋爾德區
蒙泰韋爾德區（西班牙語：Monteverde），是哥斯達黎加的一個區，位於該國西部蓬塔雷納斯省，處於瓜納卡斯特山脈西坡，海拔高度1,350米，是該國生態旅遊的重要地點，2011年人口4,155。